# Hyposoter obscurellus
Hyposoter obscurellus là một loài tò vò trong họ Ichneumonidae.